# Sarona oahuensis
Sarona oahuensis är en insektsart som beskrevs av Asquith 1994. Sarona oahuensis ingår i släktet Sarona och familjen ängsskinnbaggar. Inga underarter finns listade i Catalogue of Life.